# Брок, Жан
Жан Брок (16 декабря 1771, Монтиньяк, королевство Франция — 1850, Лопатин, Австрийская империя) — французский художник, ученик Жака-Луи Давида.

## Биография
Будущий художник родился в небольшом городе Монтиньяке, в историческом регионе Дордонь, и там же провёл свою юность. В 20 с небольшим лет он был зачислен в армию революционной Франции и принял участие на стороне республиканцев в кровавой войне в Вандее. В 1797 году, после нескольких лет военной службы, он приехал в Париж, где стал одним из многочисленных учеников главного художника Революции, Жака-Луи Давида. Подружившись с несколькими другими учениками мастера, он создал вместе с ними художественную группу «Барбус», также известную, как «Размышляющие», «Мыслители» или «Примитивы». Членов «Барбуса» не удовлетворял недавно возникший и ещё не успевший стать каноном стиль Давида, они мечтали направить французский классицизм по другому пути. Группа «Барбус» привлекла большое внимание художественных кругов Франции, однако просуществовала недолго, и, после смерти одного из художников, своего вдохновителя, распалась в 1803 году.
В годы существования «Барбуса» Жан Брок проживал в мансардном этаже Лувра, деля своё скромное жилище с единомышленниками, художниками братьями Франк; и активно участвовал в богемной жизни Парижа. В 1801 году Брок покинул студию Давида, а несколько ранее — и предоставленную Давидом мансарду, и поселился на улице Обсерватории.
Ещё до этого, в 1800 году Жан Брок представил на Парижском Салоне свою первую картину, «Школа Апеллеса», которая стала своеобразным манифестом школы «Барбус». Ныне это многофигурное полотно на античный сюжет хранится в коллекции Лувра.
В следующем году тридцатилетний художник создал и представил в салон свою главную картину, «Смерть Гиацинта», на которой своего юношу-возлюбленного оплакивает безутешный Аполлон. Изысканность композиции, красота фигур, и ничем не прикрытая гомоэротичность сюжета сделали картину весьма популярной как у современников художника, так и сегодня. Являясь в XXI веке частью художественной коллекции музея Сен-Круа в Пуатье, картина Смерть Гиацинта регулярно экспонируется на художественных выставках в крупнейших музеях Европы: парижском Орсе (2013—2014), Лувре (2006), музее Тиссен-Борнемисы в Мадриде (2009—2010).
Кроме этого, Жан Брок, как и многие другие ученики Давида, периодически работал над официальными заказами Наполеона и правительства Первой Империи. Им созданы, в частности, «Портрет маршала Сульта» для дворца Тюильри, и большая картина «Смерть генерала Дезе», героя блистательного сражения при Маренго.
Падение Первой Империи и бегство из Франции Жака-Луи Давида, обвиняемого в сопричастности к цареубийству (Давид, наряду со многими другими, голосовал в начале Революции за казнь короля Людовика XVI), не повлияло на успешность карьеры Брока. Он продолжал выставляться на Парижском Салоне до 1833 года; имел учеников, среди которых выделялся Гийом Боденье (1795—1872).
Несмотря на интерес к гомоэротической тематике, Жан Брок был женат. В начале 1830-х годов его дочь Алина познакомилась в Париже с польским генералом Юзефом Дверницким. Полковник армии Наполеона, Дверницкий оставался верен ему до конца, после чего, как и многие другие поляки, вернулся в Польшу, большей частью вошедшую по решению Венского конгресса в состав России. Однако в 1831 году Дверницкий принял активное участие в Польском восстании, получил от повстанческого правительства чин дивизионного генерала, проводил самостоятельные военные операции против русских войск, а после поражения эмигрировал во Францию, где познакомился и сочетался браком с Алиной Брок, несмотря на то, что был лишь на восемь лет моложе её отца-художника.
По настоянию российского правительства, Дверницкий, как опасный и деятельный повстанец, был выслан из Франции, и перебрался в австрийскую часть Польши, в посёлок Лопатин (ныне Львовская область Украины), куда за ним последовали и жена, и тесть.
Художник Жан Брок скончался в Лопатине в 1850 году.

## Галерея
- Некоторые работы
- Школа Апеллеса.
- Улисс-дискобол.
- Смерть Гиацинта.
- Портрет Никола де Дьё Сульта.
- Смерть генерала Дезе.
- Жанровая сцена.